# Pachira pseudofaroensis
Pachira pseudofaroensis är en malvaväxtart som först beskrevs av André Georges Marie Walter Albert Robyns, och fick sitt nu gällande namn av W.S. Alverson. Pachira pseudofaroensis ingår i släktet Pachira och familjen malvaväxter. Inga underarter finns listade i Catalogue of Life.